# 中村晃一郎
中村 晃一郎（なかむら こういちろう、1958年〈昭和33年〉11月16日 - ）は、日本の経営者。

## 来歴
東京都出身。1981年（昭和56年）、千葉大学法経学部を卒業し、同年4月、日立家電販売に入社。
入社後、日立製作所ユビキタスプラットフォームグループユビキタス営業統括本部営業企画本部長、同コンシューマ事業グループマーケティング事業部海外マーケティング本部長、日立コンシューマエレクトロニクス マーケティング事業部マーケティング本部長などを経て、2010年（平成22年）6月22日、日立コンシューマ・マーケティング代表取締役社長に就任。2017年（平成29年）3月31日まで務めた。
社長退任後、日立製作所理事（生活・エコシステム事業統括本部長）に就任。生活・エコシステム事業統括本部長として、インターネットやクラウドにつながる白物家電を「コネクテッド家電」と称して、家電のコネクテッド化を推進した。その後、日立製作所理事（グローバル渉外統括本部副統括本部長）、同グローバル渉外統括本部サステナビリティ推進本部長を経て、2022年（令和4年）4月1日、独立行政法人自動車事故対策機構（NASVA）理事長に就任。

## 年譜
- 1981年（昭和56年）
  - 千葉大学法経学部卒業[3]
  - 4月 - 日立家電販売[1]
- 2004年（平成16年）4月 - 日立製作所ユビキタスプラットフォームグループユビキタス営業統括本部営業企画本部長[1]
- 2008年（平成20年）10月 - 同コンシューマ事業グループマーケティング事業部海外マーケティング本部長[1]
- 2009年（平成21年）7月 - 日立コンシューマエレクトロニクス マーケティング事業部マーケティング本部長[1]
- 2010年（平成22年）6月 - 日立コンシューマ・マーケティング代表取締役社長[1]
- 2017年（平成29年）4月 - 日立製作所理事（生活・エコシステム事業統括本部長）[1]
- 2019年（平成31年）4月 - 同理事（グローバル渉外統括本部副統括本部長）[1]
- 2021年（令和3年）4月 - 同グローバル渉外統括本部サステナビリティ推進本部長[1]
- 2022年（令和4年）4月 - 独立行政法人自動車事故対策機構（NASVA）理事長[1]